# Петкович, Велимир
Велимир Пе́ткович (нем. Velimir Petković, род. 5 июля 1956, Тихальина, СФРЮ) — югославский и немецкий гандбольный тренер.

## Биография
Как игрок выступал в составе клуба «Борац» из города Баня-Лука, в составе клуба был многократным чемпионом Югославии. В 1976 году вместе с клубом был обладателем Кубка европейских чемпионов. После завершения карьеры игрока возглавил родной клуб в достаточно молодом возрасте. В 1991 году, уже как тренер в возрасте 35 лет, вместе с клубом выиграл Кубок IHF.
С 1991 года тренирует гандбольные клубы в Германии.
С клубом «Гёппинген» в 2011 и 2012 года выиграл Кубок ЕГФ. В 2016 году возглавил клуб «Фюксе Берлин», с которым в 2018 году выиграл Кубок ЕГФ.
В марте 2020 назначен главным тренером сборной России — на ЧМ-2021 привёл сборную России к 14-му месту, а на ЧЕ-2022 команда под его руководством финишировала девятой.
В октябре 2020 года возглавил клуб ЦСКА. Под руководством Петковича клуб занял второе место в чемпионате России 2020/21, третье место в Кубке страны и дошёл до 1/8 финала Лиги Европы ЕГФ. В июне 2021 года покинул ЦСКА, но остался во главе сборной России.

## Личная жизнь
Женат, двое сыновей — Никола (дипломат, работает в министерстве иностранных дел Швейцарии) и Иван (хирург в Берлине). Любимый автор — Иво Андрич. Изучая русский язык, Велимир Петкович прочитал в оригинале «Войну и мир» и «Анну Каренину».